# Ulpio Marcelo
Ulpio Marcelo (Ulpius Marcellus) fue un político y militar romano que se desempeñó como gobernador de Gran Bretaña en la segunda mitad del siglo II.

## Biografía
Entre los años 169 y 173/174, bajo Marco Aurelio, fue gobernador de la provincia Pannonia inferior. Al terminar este cargo, fue nombrado Consul suffectus en 174.
Al tener noticias de una incursión de las tribus de la isla atravesando el muro que los separaba de las legiones romanas, en el año 181 el emperador Cómodo envió a Ulpio Marcelo a Britania en reemplazo de Carelio Prisco.
Era considerado un hombre incorruptible, templado y frugal, que vivió siempre como un soldado, pero altivo, arrogante y de carácter desagradable. 
Era fama que podía resistir el sueño y para mantener en alerta a sus oficiales, solía escribir doce tablillas con órdenes cada noche y enviarlas en distintas horas a sus oficiales.
Se conoce poco de la revuelta, a la que el historiador Dion Casio consideró la guerra más grave del reinado de Cómodo. Ulpio Marcelo lideró varias campañas en el sur de Escocia, incluyendo incursiones a través del istmo Forth-Clyde penetrando en las montañas del sur. La revuelta se dio por sofocada en el 184, año en que se emitieron monedas conmemorativas del éxito de la campaña y Cómodo asumió el título de Británico, pero otras monedas acuñadas al año siguiente muestran que la lucha continuaba.
Finalmente, se retiró a la Muralla de Adriano abandonando los fuertes al norte de la muralla, como el de Newstead y cerró tratados con las tribus caledonias.
El estado de ánimo en la guarnición británica hacia el emperador Cómodo era de rebeldía y Ulpio Marcelo no hizo nada para mejorar esa actitud, contribuyendo a los disturbios que más tarde estallaron en el ejército romano en Britania. Según Dion Casio el ejército en Gran Bretaña aclamó como emperador a uno de sus legados de nombre Prisco, quien declinó con firmeza el nombramiento.
El descontento de sus tropas y los celos de Cómodo provocaron su reemplazo. Los cronistas coinciden en que el emperador desistió finalmente de ejecutarlo como tenía planeado. Fue sucedido por Publio Helvio Pertinax (Publius Helvius Pertinax).
Un sucesor, Virio Lupo, informó de que las tribus caledonias habían roto los tratados forjados por Ulpio Marcelo y se preparaban para ayudar a la confederación de los Maeatae, tribus que vivían al norte de la Muralla de Adriano.